# Maria Bieșu

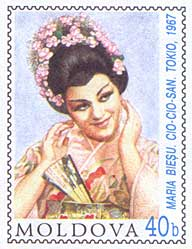
Podobizna Marii Bieșu na znaczku pocztowym Mołdawii

Maria Bieșu (ur. 3 sierpnia 1935 w miejscowości Volintiri w Besarabii, zm. 16 maja 2012 w Kiszyniowie) – mołdawska śpiewaczka operowa (sopran).

## Życiorys
W 1951 skończyła szkołę, później uczyła się w technikum rolniczym, w 1961 ukończyła Kiszyniowskie Konserwatorium Państwowe, w 1962 debiutowała na scenie operowej. Śpiewała m.in. w Mołdawskim Państwowym Teatrze Opery i Baletu. W latach 1965–1967 występowała w La Scali w Mediolanie, w 1966 otrzymała trzecią nagrodę 3 Międzynarodowego Konkursu im. Czajkowskiego. Śpiewała na scenie Teatru Wielkiego i wielu innych teatrów byłego ZSRR, a także w teatrach Czechosłowacji, Niemiec, Rumunii, Bułgarii, Jugosławii, Polski, Finlandii, Austrii, Węgier oraz w Metropolitan Opera w Nowym Jorku. Odbywała tournées po Japonii, Australii, Kuby i Izraelu, jako solistka koncertowała również w Rio de Janeiro i w paryskiej sali Olimpia. Śpiewała m.in. partie Tatiany w Eugeniuszu Onieginie Czajkowskiego (1963), Cio-cio-san w Madame Butterfly Pucciniego (1963), Lizy w Damie pikowej Czajkowskiego (1965), Aidy w Aidzie Verdiego (1966), Desdemony w Otellu (1969), Leonory w Trubadurze Verdiego (1969), Zemfiry w Aleko Rachmaninowa (1973), Turandot w Turandot Pucciniego (1979), Jolanty w Jolancie Czajkowskiego (1979) i wielu innych operach. 15 maja 1970 otrzymała tytuł Ludowego Artysty ZSRR. Była deputowaną do Rady Najwyższej ZSRR od 7 do 11 kadencji (1966–1989). od 1979 należała do KPZR. Była honorową obywatelką Kiszyniowa, w 1999 otrzymała honorowe członkostwo Akademii Nauk Mołdawii.
Pochowana na Cmentarzu Centralnym w Kiszyniowie.

## Odznaczenia i nagrody
- Złoty Medal „Sierp i Młot” Bohatera Pracy Socjalistycznej (3 sierpnia 1990)
- Order Lenina (dwukrotnie - 4 maja 1984 i 3 sierpnia 1990)
- Order Czerwonego Sztandaru Pracy (23 marca 1976)
- Order „Znak Honoru” (8 czerwca 1960)
- Order Republiki (Mołdawia, 1992)
- Nagroda Leninowska (1982)
- Nagroda Państwowa ZSRR (1974)
- Nagroda Państwowa Mołdawskiej SRR (1968)

I medale.